# Shaleum Logan
Shaleum Logan, conhecido como Logan (Manchester, 29 de janeiro de 1988) é um defensor inglês que foi revelado pelo Manchester City. Recentemente foi emprestado para o Tranmere Rovers da Terceira Divisão da Inglaterra a Football League One.